# Ministères sociaux
En France, les ministères sociaux désignent les ministères chargés des affaires sociales et regroupent le ministère du Travail, le ministère de la Santé, et le ministère des Solidarités sous leurs diverses dénominations en fonction des gouvernements.
L'État prévoit de regrouper à Malakoff les services administratifs des ministères sociaux à partir de 2026 sur un second grand site qui doit venir compléter l’implantation domaniale principale de l’administration centrale du 14, avenue Duquesne à Paris.
Dans le cadre du gouvernement Barnier, ces trois ministères récupèrent leur autonomie, ayant été regroupés au sein du gouvernement précédent.

## Histoire
Le ministère du Travail est créé en 1906. Il regroupe la direction du Travail et la direction de l’Assurance et de la Prévoyance sociale, alors rattachées au ministère du Commerce, ainsi que celle de la Mutualité, supervisée par le ministère de l’Intérieur.
L'origine du ministère de la Santé remonte au ministère de l'Hygiène, de l'Assistance et de la Prévoyance sociale créé le 13 juillet 1920, à partir de la direction de l'Assistance et de l'Hygiène publique qui dépendait alors du ministère de l'Intérieur et de la direction de la Prévoyance sociale rattachée au ministère du Travail. Le ministère de la Santé publique est créé à partir de ce dernier par la loi du 4 avril 1930.
Depuis 1966, en parallèle du ministère des Affaires Sociales et de la Santé, le ministère du Travail a souvent pris la dénomination ministère des Affaires sociales, notamment de 1966 à 1969, de 1983 à 1984 ou de 1986 à 1988. De 1984 à 1986 et de 1988 à 1995, le ministère du Travail et le ministère des Affaires sociales sont séparés. Entre 2002 et 2010, la Solidarité et /ou la Cohésion sociale est plutôt à la charge du ministère du Travail tandis que la Santé est à part. Entre 2010 et 2012, le Travail et la Santé sont regroupés et le ministère des Solidarités et de la Cohésion sociale est créé. Depuis 2012, le ministère du Travail et le ministère des Affaires sociales, devenues Solidarités à partir de 2017, sont de nouveau séparés.

## Ministère du Travail
Le ministère du Travail, du Plein emploi et de l'Insertion est l’administration française chargée de la politique du Gouvernement dans les domaines du travail, de l'emploi, de l'insertion professionnelle et économique, notamment l'insertion par l'activité économique, de l'apprentissage, de la formation professionnelle, du dialogue social et de la prévention des accidents du travail et des maladies professionnelles, ainsi que de l'assurance vieillesse.

## Ministère de la Santé
Le ministère de la Santé est l’administration française chargée de la politique du Gouvernement dans les domaines de la santé publique et de l'organisation du système de santé.
Il met également en œuvre la politique du Gouvernement dans le domaine de la protection sociale, en lien avec le ministère de l'Économie et des Finances, le ministère du Travail et le ministère des Solidarités.

## Ministère des Solidarités
Le ministère des Solidarités, de l'Autonomie et des Personnes Handicapées est l’administration française chargé de mettre en œuvre la politique du Gouvernement dans les domaines de la solidarité, de la cohésion sociale, de l'autonomie et du handicap.

## Organisation

### Attributions
Les ministères sociaux préparent et mettent en œuvre la politique du gouvernement français dans les domaines du travail, des relations sociales, de la prévention des accidents du travail et des maladies professionnelles, de l’emploi, de la formation professionnelle, de la santé publique, de l’organisation du système de soins, des solidarités et de la cohésion sociale.

### Secrétariat général des ministères sociaux
Le secrétariat général des ministères chargés des affaires sociales (SGMAS), parfois simplement appelé secrétariat général des ministères sociaux, assiste les ministres chargés de l'action sociale, de la sécurité sociale, de la santé, du travail, de l'emploi et de la formation professionnelle.
En 2023, il est placé sous l'autorité conjointe du ministre du Travail, du Plein emploi et de l'Insertion, du ministre de la Santé et de la Prévention et du ministre des Solidarités, de l'Autonomie et des Personnes handicapées.